# SUPER JUNIOR-Happy
SUPER JUNIOR-Happy（スーパージュニア・ハッピー）は、韓国の男性アイドルグループSUPER JUNIORのメンバー6人で結成されたユニット。2008年6月にデビュー。

## 概要
SUPER JUNIORのイトゥク、イェソン、カンイン、シンドン、ソンミン、ウニョクの6人で結成されたユニット。2008年6月5日に1stミニアルバム『요리왕 (COOKING? COOKING!)』をリリースし、デビュー。
ファンに幸せを届けるというコンセプトのもと結成され、可愛らしい楽曲が特徴的なユニットである。

## ディスコグラフィ

### ミュージックビデオ
| 公開日 | 公開日 | 曲名                       | リンク |
| ------ | ------ | -------------------------- | ------ |
| 2011年 | 6月3日 | 요리왕 (Cooking? Cooking!) | Play   |
| 2011年 | 7月6日 | 파자마파티 (Pajama Party)  | Play   |

## イベント出演
- 2008 ドリームコンサート - ソウルオリンピック競技場（2008年6月7日）